# Hatful of Hollow
Hatful of Hollow er et opsamlingsalbum fra The Smiths udgivet i 1984.
Albummet indeholder en del numre fra The Smiths debutalbum The Smiths samt numre fra BBC indspilninger.
I år 2000 placerede det engelske musikblad Q Magazine Hatful of Hollow på en 44. plads over de bedste britiske udgivelser nogensinde.

## Spilleliste
1. "William, It Was Really Nothing" – 2:09
2. "What Difference Does It Make?" – 3:11
3. "These Things Take Time" – 2:32
4. "This Charming Man" – 2:42
5. "How Soon Is Now?" – 6:43
6. "Handsome Devil" – 2:47
7. "Hand in Glove" – 3:13
8. "Still Ill" – 3:32
9. "Heaven Knows I'm Miserable Now" – 3:33
10. "This Night Has Opened My Eyes" – 3:39
11. "You've Got Everything Now" – 4:18
12. "Accept Yourself" – 4:01
13. "Girl Afraid" – 2:48
14. "Back to the Old House" – 3:02
15. "Reel Around the Fountain" – 5:50
16. "Please, Please, Please, Let Me Get What I Want" – 1:50

## Medvirkende
Bandet
- Morrissey – sang
- Johnny Marr – guitar, mundharmonika
- Andy Rourke – basguitar
- Mike Joyce – trommer

Teknisk personale
- John Porter – producent